# Nothocrax
Nothocrax is een geslacht van vogels uit de familie sjakohoenders en hokko's (Cracidae).

## Soorten
Het geslacht kent de volgende soort:
- Nothocrax urumutum – Nachthokko